# Buchnerillo litoralis
Buchnerillo litoralis är en kräftdjursart som först beskrevs av Karl Wilhelm Verhoeff 1942.  Buchnerillo litoralis ingår i släktet Buchnerillo och familjen Buddelundiellidae. Inga underarter finns listade i Catalogue of Life.